# 台電足球隊
台電足球隊，成立於1978年，是由國營企業的台灣電力公司所成立贊助，是臺灣少數半職業級的球隊，目前皆參加台灣企業甲級足球聯賽。1995年至2004年間在臺灣頂級足球聯賽中締造十連霸的紀錄，故有南霸天之稱。

## 沿革
台電員工組織足球隊早於1979年，不過屬於業餘性質，直到1979年台電公司才投入資金，由處於花蓮的台電東部電力處管轄足球隊，並延攬南英商工及國光商工的球員培訓，以求發展成台灣足壇勁旅。1987年，台電隊遷移到了南投水里鄉，更以台灣首支實施職業化訓練的球隊為目標。1996年，台電隊再次遷移至高雄興達發電廠，並以鳳山體育場為訓練基地旅。
台電隊於1995年至2004年間在臺灣頂級足球聯賽中締造十連霸的紀錄，故有南霸天之稱。台電足球隊的首任教練為鐘茂竹，1994年後由黃仁成教練接手，並且在他的帶領下，台電隊共贏得8次聯賽冠軍，2004年後，因黃仁成教練以健康因素退下總教練一職，因此改由陳貴人教練接手帶領台電足球隊至今。
台電足球隊聚集國內頂尖的足球選手，如曾效力於中超杭州綠城足球俱樂部的陳柏良、中甲北京控股足球俱樂部的溫智豪、台灣第一門將呂昆錡、國家代表隊前任隊長陳俞霖、有台灣加圖索之稱的馮保興，以及擁有國家隊資歷的陳善富、陳毅維等好手。
2011年9月25日，奪得亞足聯主席盃冠軍，該座冠軍不僅是台電足球隊隊史上首座洲際盃賽冠軍，也是台灣男子足球發展52年來史上首座洲際賽冠軍，台電陣中球員陳柏良及何明站更分別榮獲大會最佳球員及金靴獎。
2019年，通過2020年亞足聯俱樂部執照認證。

## 球隊榮譽
|          | 賽事                         | 獲獎年份 |
| -------- | ---------------------------- | --- |
| 國內聯賽 | 全國男子甲組聯賽 冠軍 (13次) | 1987年、1990年、1992年、1994年、1995年、1996年、1997年、1998年、1999年、2001年、2002年、2003年、2004年              |
| 國內聯賽 | 企業足球聯賽冠軍 (2次)       | 2007年、2008年 |
| 國內聯賽 | 全國城市足球聯賽冠軍 (6次)   | 2008年、2010年、2011年、2012年、2014年、2015-2016                                                                   |
| 國內盃賽 | 足協盃冠軍 (3次)             | 2001年，2002年，2010年 2005年 季軍                                                                                  |
| 國內盃賽 | 大力卜超級盃                 | 2005年 亞軍 |
| 亞洲賽事 | 亞足聯主席盃冠軍(1次)        | 2011年 冠軍 2012年 決賽圈分組第三名 2005年 小組賽第三名 2008年 小組賽第三名 2009年 小組賽第三名 2013年 小組賽第三名 |

## 亞洲比賽表現
| 賽季           | 賽事                         | 輪次         |              | 對手                       | 比分  |
| -------------- | ---------------------------- | ------------ | ------------ | -------------------------- | ----- |
| 2005           | 亞足聯主席盃                 | 小組賽       | 尼泊尔       | 三星足球俱樂部             | 1 - 1 |
| 2005           | 亞足聯主席盃                 | 小組賽       | 塔吉克斯坦   | 雷加塔吉克冶鋁廠足球會     | 0 - 3 |
| 2005           | 亞足聯主席盃                 | 小組賽       | 不丹         | 運輸聯足球俱樂部           | 1 - 0 |
| 2008           | 亞足聯主席盃                 | 小組賽       | 柬埔寨       | 金界娛樂城足球會           | 2-2   |
| 2008           | 亞足聯主席盃                 | 小組賽       | 吉尔吉斯斯坦 | 比什凱克多多伊足球會       | 0 - 3 |
| 2009           | 亞足聯主席盃                 | 小組賽       | 尼泊尔       | 尼泊爾警察足球俱樂部       | 3 - 2 |
| 2009           | 亞足聯主席盃                 | 小組賽       | 塔吉克斯坦   | 雷加塔吉克冶鋁廠足球會     | 1 - 3 |
| 2009           | 亞足聯主席盃                 | 小組賽       | 巴基斯坦     | 水利電力發展局足球俱樂部   | 1 - 3 |
| 2011           | 亞足聯主席盃                 | 小組賽       | 土库曼斯坦   | 巴爾幹足球會               | 1 - 1 |
| 2011           | 亞足聯主席盃                 | 小組賽       | 巴基斯坦     | 水利電力發展局足球俱樂部   | 3 - 0 |
| 2011           | 亞足聯主席盃                 | 小組賽       | 尼泊尔       | 尼泊爾警察足球俱樂部       | 1 - 0 |
| 2011           | 亞足聯主席盃                 | 決賽圈       | 塔吉克斯坦   | 伊提洛爾足球會             | 2 - 0 |
| 2011           | 亞足聯主席盃                 | 決賽圈       | 土库曼斯坦   | 巴爾幹足球會               | 4 - 3 |
| 2011           | 亞足聯主席盃                 | 決賽         | 柬埔寨       | 金邊皇冠足球會             | 3 - 2 |
| 2012           | 亞足聯主席盃                 | 小組賽       | 蒙古国       | 額日西莫足球俱樂部         | 1 - 0 |
| 2012           | 亞足聯主席盃                 | 小組賽       | 巴基斯坦     | 卡胡塔研究實驗室足球俱樂部 | 0 - 0 |
| 2012           | 亞足聯主席盃                 | 決賽圈       | 巴勒斯坦國   | 薩巴阿姆                   | 1 - 1 |
| 2012           | 亞足聯主席盃                 | 決賽圈       | 巴基斯坦     | 卡胡塔研究實驗室足球俱樂部 | 3 - 0 |
| 2013           | 亞足聯主席盃                 | 小組賽       | 蒙古国       | 額日西莫足球俱樂部         | 0 - 0 |
| 2013           | 亞足聯主席盃                 | 小組賽       | 孟加拉国     | 哈尼聯足球會               | 1 - 1 |
| 2013           | 亞足聯主席盃                 | 小組賽       | 尼泊尔       | 三星足球俱樂部             | 2 - 2 |
| 2016           | 亞足聯五人制足球俱樂部錦標賽 | 小組賽       | 卡塔尔       | 艾薩德體育會               | 0 - 3 |
| 2016           | 亞足聯五人制足球俱樂部錦標賽 | 小組賽       | 越南         | 桑納慶和                   | 0 - 4 |
| 2020 *賽事取消 | 亞洲足協盃                   | 外圍賽第二圈 | 蒙古国       | 烏蘭巴托城                 |       |
| 2020 *賽事取消 | 亞洲足協盃                   | 外圍賽第二圈 | 蒙古国       | 烏蘭巴托城                 |       |

## 2020年台灣企業甲級足球聯賽球員名單[7]
更新日期 ：2020年9月11日 
註釋：國旗表示球員在國際足聯資格規則定義的國家隊。球員可能擁有一個以上非國際足聯國籍。
| 號碼 |          | 位置 | 球員                                      |
| ---- | -------- | ---- | ----------------------------------------- |
| 1    | 臺灣地區 | 门将 | 邱育宏 （Chiu Yu-Hung 1994 年8月31日）    |
| 3    | 臺灣地區 | 后卫 | 謝柏安（Hsieh Po-An 1994 年11月3日）      |
| 4    | 臺灣地區 | 后卫 | 林正益 （Lin Cheng-Yi 1987 年9月30日）    |
| 5    | 臺灣地區 | 后卫 | 陳俞霖 （Chen Yu-Lin 1985 年10月21日）    |
| 6    | 臺灣地區 | 后卫 | 嚴和生 （Yen He-Sheng 1990 年12月31日）   |
| 7    | 臺灣地區 | 前锋 | 陳家駿 （Chen Chia-Chun 1991 年10月13日） |
| 8    | 臺灣地區 | 中场 | 詹哲淵 （Chan Che-Yuan 1989 年10月23日）  |
| 9    | 臺灣地區 | 中场 | 黃楷峻 （Huang Kai-Chun 1987 年3月4日）   |
| 10   | 臺灣地區 | 中场 | 林昌倫 （Lin Chang-Lun 1991 年6月28日）   |
| 11   | 臺灣地區 | 前锋 | 柯昱廷 （Ke Yu-Ting 1994 年1月18日）      |
| 12   | 臺灣地區 | 后卫 | 陳毅維 （Chen Yi-Wei 1987 年3月27日）     |
| 13   | 臺灣地區 | 后卫 | 賴志瑄 （Lai Chih-Hsuan 1995 年7月29日）  |
| 14   | 臺灣地區 | 中场 | 陳昭安 （Chen Chao-An 1995 年6月22日）    |

| 號碼 |          | 位置 | 球員                                      |
| ---- | -------- | ---- | ----------------------------------------- |
| 15   | 臺灣地區 | 前锋 | 邱奕寰 （Chiu I-Huan 1990 年3月15日）     |
| 16   | 臺灣地區 | 前锋 | 曾志偉 （Tseng Chih-Wei 1991 年11月2日）  |
| 17   | 臺灣地區 | 中场 | 林建勛 （Lin Chien-Hsun 1993 年1月10日）  |
| 18   | 臺灣地區 | 门将 | 楊力衡（Yang Li-Heng 1992 年3月10日）     |
| 19   | 臺灣地區 | 中场 | 黃瀚陞（Huang Han-Sheng 1990 年4月28日）  |
| 20   | 臺灣地區 | 后卫 | 李健良 （Lee Chien-Liang 1991 年8月10日） |
| 21   | 臺灣地區 | 中场 | 高俊鴻 （Kao Chun-Hung 1991 年1月31日）   |
| 22   | 臺灣地區 | 中场 | 江信隆 （Jiang Sin-Long 1997 年2月4日）   |
| 23   | 臺灣地區 | 前锋 | 李祥偉（Lee Hsiang-Wei 1996 年4月15日）   |
| 24   | 臺灣地區 | 后卫 | 林約翰 （Lin Yue-Han 1993 年2月16日）     |
| 25   | 臺灣地區 | 后卫 | 李峻嘉 （Lee Chun-Chia 1993 年5月11日）   |
| 26   | 臺灣地區 | 前锋 | 高偉傑（Gao Wei-Jie 1997 年6月24日）      |

## 離隊著名球員
- 陳柏良 （現效力於 中甲  浙江綠城 （前名：杭州綠城）， 中華臺北國家足球代表隊隊長）
- 溫智豪 （現效力於 中甲  北京北控 ）
- 王睿  （現效力於 台灣企業甲級足球聯賽  台中 FUTURO ）
- 陳庭揚  （現效力於 台灣企業甲級足球聯賽  台中 FUTURO ）

## 職員名單
- 領隊 ︰ 歐皖麟
- 副領隊 ︰ 孫禹華、王晨宇
- 管理 ︰黃先鋒
- 總教練 ︰ 陳貴人
- 教練 ︰ 李盟乾、陳俞霖
- 防護員 ︰ 鍾聖惠、

## 歷任教練
- 鐘茂竹（1979年 - 1994年）
- 黃仁成（1994年 - 2004年）
- 陳貴人（2004年 - 2022年）
- 黃哲明（2022年 - ）

## 外部連結
- 台電足球隊的Facebook專頁
- 中華民國足球協會（页面存档备份，存于）
- 亞洲足球聯合會官方網站
- 2005年亞洲足協會長盃官網
- 台灣足壇南霸天──台電男子足球隊 （页面存档备份，存于）